# Гейнардже
Гейнардже (перс. غينرجه) — село в Ірані, у дегестані Хондаб, у Центральному бахші, шагрестані Хондаб остану Марказі. За даними перепису 2006 року, його населення становило 801 особу, що проживали у складі 199 сімей.

## Клімат
Середня річна температура становить 12,53 °C, середня максимальна – 32,22 °C, а середня мінімальна – -10,13 °C. Середня річна кількість опадів – 288 мм.
| Клімат поселення                              | Клімат поселення | Клімат поселення | Клімат поселення | Клімат поселення | Клімат поселення | Клімат поселення | Клімат поселення | Клімат поселення | Клімат поселення | Клімат поселення | Клімат поселення | Клімат поселення | Клімат поселення |
| Показник                                      | Січ.             | Лют.             | Бер.             | Квіт.            | Трав.            | Черв.            | Лип.             | Серп.            | Вер.             | Жовт.            | Лист.            | Груд.            |                  |
| Середній максимум, °C                         | 7,44             | 10,14            | 14,64            | 19,63            | 24,45            | 30,52            | 32,22            | 31,54            | 26,48            | 20,76            | 14,49            | 8,62             |                  |
| Середня температура, °C                       | −1,34            | 1,34             | 5,85             | 10,82            | 15,66            | 21,74            | 25,91            | 25,23            | 20,20            | 14,46            | 8,18             | 2,30             |                  |
| Середній мінімум, °C                          | −10,13           | −7,46            | −2,93            | 2,06             | 6,88             | 12,96            | 19,62            | 18,94            | 13,87            | 8,17             | 1,89             | −3,98            |                  |
| Норма опадів, мм                              | 45               | 36               | 49               | 39               | 35               | 7                | 0                | 1                | 1                | 8                | 25               | 42               |                  |
| Середньомісячна швидкість вітру, м/с          | 2.00             | 2.54             | 3.22             | 3.36             | 2.85             | 2.62             | 2.72             | 2.62             | 2.35             | 2.29             | 1.84             | 1.99             |                  |
| Середньомісячна сонячна радіація, кДж/м²·день | 8661             | 11922            | 14472            | 17950            | 22145            | 26861            | 25803            | 23905            | 20778            | 15258            | 10738            | 8574             |                  |
| --------------------------------------------- | ---------------- | ---------------- | ---------------- | ---------------- | ---------------- | ---------------- | ---------------- | ---------------- | ---------------- | ---------------- | ---------------- | ---------------- | ---------------- |
| Джерело:                                      |                  |                  |                  |                  |                  |                  |                  |                  |                  |                  |                  |                  |                  |